# Pleotrichophorus gnaphalodes
Pleotrichophorus gnaphalodes är en insektsart som först beskrevs av Palmer 1938.  Pleotrichophorus gnaphalodes ingår i släktet Pleotrichophorus och familjen långrörsbladlöss. Inga underarter finns listade i Catalogue of Life.